# Miguel Ángel Martín Perdiguero
Miguel Ángel Martín Perdiguero (ur. 14 października 1972 w San Sebastián de los Reyes) – hiszpański kolarz szosowy, startował w zawodowym peletonie w latach 1997–2006.

## Najważniejsze zwycięstwa
- 2000 - GP Miguel Indurain, Vuelta a La Rioja
- 2003 - Trofeo Pantalica
- 2004 - Dookoła Katalonii, Clásica de San Sebastián